# Марлборо (Уилтшир)
Ма́рлборо (англ. Marlborough [ˈmɔːlbərə]) — город в графстве Уилтшир в Англии на реке Кеннет.
В 1067 году по приказу Вильгельма Завоевателя на месте древнего захоронения был построен замок типа «мотт и бейли». Город Марлборо упоминается в Книге Судного дня, составленной в 1087 году.
С городом связаны многие важнейшие события английской истории. Так, в 1267 году на заседании парламента Англии в Марлборо был принят статут Мальборо, являющийся старейшей частью статутного права Великобритании, которая ещё не была заменена.
В Марлборо чеканились монеты, а Тюдоры охотились вблизи города на оленей.
В 1843 году в городе был основан колледж Марлборо (частная школа-интернат).
В Марлборо много старинных зданий. В нём также находится самая широкая главная улица (High Street) в Великобритании, на которой расположены более 200 магазинов. По средам и субботам на ней проходят ярмарки.
В городе регулярно проводится ряд культурных мероприятий: ежегодный международный джазовый фестиваль, традиционная ярмарка Mop Fair в октябре (проводимая со Средних веков), литературный фестиваль, а также день открытых дверей, когда местные художники и ремесленники открывают свои мастерские для всех желающих.